# Marius Răzvan Vintilă
Marius Răzvan Vintilă, adesea doar Răzvan Vintilă (n. 9 iunie 1976) este un antrenor de gimnastică român, parte a echipei de antrenori ai lotului de gimnastică feminină a României la Jocurile Olimpice de la Beijing (2008).

## Distincții
- Ordinul “Meritul Sportiv” clasa a III-a cu 1 baretă (27 august 2008) [1]